# Christian Gueintz
Christian Gueintz (* 13. Oktober 1592 in Kohlo bei Guben; † 3. April 1650 in Halle/Saale) war ein Pädagoge, Grammatiker und Kirchenlieddichter der Barockzeit.

## Leben
Gueintz war Sohn eines evangelischen Pastors und besuchte die Schulen in Cottbus, Guben, Crossen an der Oder (1608–1609), Sorau (1609–1612), Bautzen (1612) und Stettin (1613).
Mit 23 Jahren immatrikulierte sich Gueintz am 23. Juni 1615 an der Universität Wittenberg. Dort erwarb er schon im Folgejahr, am 24. September 1616 den Magister-Titel. 1617 erhielt er hier einen Lehrauftrag für Rhetorik, Logik, Physik, Ethik und Politik und wurde zum Adjunkt der philosophischen Fakultät ernannt.
Als Fürst Ludwig I. von Anhalt-Köthen 1618 geeignete Pädagogen für die von ihm geförderten Schulreformen suchte, wurde ihm Christian Gueintz durch Wolfgang Ratke empfohlen. Ab 3. Juni 1619 lehrte Gueintz in Köthen Latein und Griechisch. Er übersetzte auch Ratkes Grammatica universalis ins Griechische (Köthen 1619) und verfasste eine Griechische Sprach-Übung in deutscher und griechischer Sprache (Köthen 1620).
Am 14. September 1621 heiratete er noch in Köthen Catharina Bernd, eine Tochter des 1616 verstorbenen Köthener Bürgermeisters Johann Brand. Erst 1622 kehrte Gueintz nach Wittenberg zurück und studierte Jura. Sofort nach Studienabschluss wurde er als Anwalt ins Konsistorium Wittenberg gewählt. Am 4. April 1627 nahm Gueintz die Ernennung zum Rektor des Gymnasiums zu Halle an und wurde hier zum Erzieher unter anderem von Gebhard von Alvensleben, David Schirmer, Erhard Weigel und Philipp von Zesen. 1630 geriet er jedoch in Kompetenzstreitigkeiten mit dem halleschen Musikdirektor Samuel Scheidt, die zur Amtsenthebung dieses berühmten Komponisten führten.
Durch Fürst Ludwig I. von Anhalt-Köthen wurde Gueintz 1641 in die Fruchtbringende Gesellschaft aufgenommen. Der Fürst verlieh ihm den Gesellschaftsnamen der Ordnende und das Motto Jedes an seinem Ort. Als Emblem wurde ihm die Mechoacana (evtl. Ipomea jalapa Coxe?) zugedacht. Im Köthener Gesellschaftsbuch findet sich Gueintz’ Eintrag unter der Nr. 361. Hier ist auch das Reimgesetz verzeichnet, welches er als Dank für seine Aufnahme verfasste:
Mechoacana weis an ihrer wurtzel ist

Und der Rhabarbar gleich, die innre glieder bringet

Jn ordnung widerumb, drumb Ordnend mir erkiest

Der Name billich ward, weil mein sinn darnach ringet

Zu ordnen unsre sprach’, in deren nam vergist

Oft aus unachtsamkeit, was sonsten nicht wol klinget

Noch deren eigen ist: Die Deutsche Sprachlehr’ hab’

Jch nun gezeiget vor, wie ihr gebrauch mir gab.
Gueintz knüpft unmittelbar an die Didaktik Wolfgang Ratkes an, mit dem er in der Köthener Schulreform eng zusammengearbeitet hatte, doch stand er mit seiner anomalistischen Sprachauffassung im Widerspruch zu den Analogisten Justus Georg Schottelius und Georg Philipp Harsdörffer.

## Schriften (Auswahl)
- Die Deutsche Rechtschreibung. Hildesheim u. a.: Olms 2008 (Ndr. d. Ausg. Halle 1645, hrsg. von Claudine Moulin), ISBN 978-3-487-12861-0.
- Deutscher Sprachlehre Entwurf. Olms, Hildesheim 1978 (Ndr. d. Ausg. Köthen 1641). ISBN 3-487-06478-2.
- Lob der Edlen vnd nützlichen Druckerey-Kunst. In: Jubilaeum typographorum Lipsiensium: Oder Zweyhundert-Jähriges Buchdrucker JubelFest. Leipzig 1640. (Digitale Reproduktion der SLUB Dresden). Als Separatdruck unter dem Titel Trucker-Lob/ Auff das ander hundertjährige Jubel-Fest/ So gehalten am Johannes-Tage 1640. VD17 125:002807N (mit 2 digitalisierten Schlüsselseiten).